# Yu Wenxia
Yu Wenxia, née le 6 août 1989 à Harbin, est un mannequin et actrice de nationalité chinoise couronnée Miss Monde 2012.

## Biographie
Wenxia Yu étudie la musique et souhaite devenir professeur de musique. Elle aime la randonnée, les voyages, chanter et jouer du piano.
Le 18 août 2012, Wenxia Yu est élue Miss Monde 2012 à Ordos en Chine devant 115 candidates. Wenxia Yu parle chinois et anglais.

## Filmographie
- 2015 : Le Transporteur : Héritage (The Transporter: Refueled) de Camille Delamarre : Qiao